# Кабанов, Павел Алексеевич
Па́вел Алексе́евич Каба́нов (11 июля 1897 года — 27 февраля 1987 года) — советский военный деятель, генерал-полковник технических войск Советской армии, участник Великой Отечественной войны, Герой Социалистического Труда.

## Биография
Родился 11 июля 1897 года в Санкт-Петербурге в семье рабочего. Русский. Окончил три класса школы, работал учеником жестянщика.
В Русской императорской армии с 1916 года, участвовал в революционных событиях в столице империи.

Паровоз 1943 года, участник исторического сражения на Курской дуге

Прифронтовая железная дорога Старый Оскол — Сараевка в 1943 году была построена под руководством генерал-майора Кабанова. Мемориальная доска у фронтового паровоза в Белгороде

В 1918 году вступил в РККА, в этом же году вступил в РКП(б). Участник Гражданской войны. В составе Первой отдельной железнодорожной роты участвовал в восстановлении мостов в местах, где проходили военные действия. Был сначала парторгом, затем помощником дивизионного комиссара.
Окончил курсы при Училище военных сообщений. Был командиром взвода железнодорожных войск, участвовал в строительстве транспортных коммуникаций в УкССР.
С 1932 года по 1936 год учился в Военно-транспортной академии РККА, успешно её окончил.
С 1937 года — командир полка железнодорожных войск.
С 1939 года — командир 5-й железнодорожной бригады Особого корпуса железнодорожных войск, служил на Дальнем Востоке.
В 1941 году бригада передислоцировалась, теперь она занималась строительством железнодорожных коммуникаций у границы СССР и Германии.
Участник Великой Отечественной войны с лета 1941 года. Бригада Кабанова занималась восстановление разрушенных железнодорожных коммуникаций.
С 1942 года Кабанов — начальник Управления военно-восстановительных и заградительных работ.
4 августа 1942 года Кабанову присвоено звание генерал-майора.
Подразделения Управления проделали огромную работу по восстановлению и строительству мостов, железнодорожных путей сообщений, железнодорожных магистралей. Благодаря их работе советским войскам удалось нанести серьёзный урон противнику.
Под руководством Кабанова, исполняя решение Военного совета Воронежского фронта ГКО, НКПС с 15 июня по 15 августа 1943 года, то есть за 32 дня, построил по облегчённым техническим условиям 95-километровую железнодорожную линию, Старый Оскол — Сараевка — Ржава. Дорога сыграла существенную роль в Битве на Курской дуге.
Указом Президиума Верховного Совета СССР от 5 ноября 1943 года за особые заслуги в обеспечении перевозок для фронта и народного хозяйства и выдающиеся достижения в восстановлении железнодорожного хозяйства в трудных условиях военного времени Кабанову было присвоено звание Героя Социалистического Труда.
Во время форсирования Днепра подразделениям Кабанова было поручено за короткий строк возвести переправу через Днепр. Приказ был выполнен раньше срока.
Во многих военных операциях подразделения Управления обеспечивали снабжение и передвижение войск РККА.
В апреле 1945 года Кабанов назначен на должность начальника Главного управления военно-восстановительных работ Народного комиссариата путей сообщения СССР, в этом же году он занял пост начальника Железнодорожных войск СССР.
7 мая 1960 года Кабанову присвоено звание генерал-полковника технических войск.
30 ноября 1968 года Кабанов ушёл в отставку.
До конца жизни был председателем Совета ветеранов железнодорожных войск. Написал несколько книг о железнодорожных войсках
Умер 27 февраля 1987 года в Москве. Похоронен на Кунцевском кладбище.

## Награды
- Медаль «Серп и Молот» № 93-1943 г.
- Четыре Ордена Ленина № 9983 −1943 г, № 15527-1943 г, № 38729-1945 г, № 336809-1966 г.
- Орден Октябрьской Революции № 86501 (8.07.1977)
- Три Ордена Красного Знамени № 26460-1942 г, № 8131-1944 г, № 5168-1949 г.
- Орден Кутузова I-й степени № 589 (29.07.1945)
- Два Ордена Отечественной войны I-й степени № 19124-1943 г, № 1389576-1985 г.
- Два Ордена Трудового Красного Знамени № 347026, № 409338
- Медаль «XX лет РККА» (22.02.1938).
- Медаль «За оборону Сталинграда» 1943 г.
- Медаль «За оборону Киева» 1962 г.
- Медаль «За победу над Германией в ВОВ» 1945 г.
- Медаль «За победу над Японией» 1946 г.
- Медаль «За освоение целинных земель» 1957 г.
- знак «50 лет пребывания в КПСС» 1982 г.
- Знак «Почетному железнодорожнику» 1941 г.
- Знак ЦК ВЛКСМ «За участие в сооружении БАМа» 1985 г.
- 10 ведомственных и юбилейных медалей.
- Почётное оружие с золотым изображением Государственного герба СССР (пистолет ПМ).
- Орден «Сухэ Батора» № 105—1955 г. (МНР)
- Орден «Возрожденная Польша» 2 кл. Командорский крест со звездой № 1257\11-1955 г. (ПНР)
- Орден «Крест Грюнвальда» (ПНР)
- Чехословацкий Военный крест (ЧССР)
- Медаль «За заслуги» 2-й степени (ЧССР).
- Медаль «За восстановление моста через Дунай» (СФРЮ).
- Медаль «Памятная Дукельский перевал» 1959 г. (ЧССР)
- Медаль «Дружба» 1962 г. (МНР)
- Медаль «Китайско-Советская дружба» 1955 г.
- Медаль «Халкин Гол ХХХ» 1969 (МНР)

## Память
- бронзовый бюст в здании штаба Ленинградского военного округа (установлен в 2024 году)[2]